# 마이클 매시
마이클 매시(Michael Massee, 1952년 9월 1일 ~ 2016년 10월 20일)는 미국의 배우이다. 2016년 위암으로 사망했다.

## 출연 작품

### 영화
- 크로우 (1994) - 마피아 역
- 세븐 (1995)
- 로스트 하이웨이 (1997)
- 플레잉 갓 (1997)
- 아미스타드 (1997) - 교도관 역
- 어메이징 스파이더맨 (2012)

### 텔레비전
- 플래시포워드 (2009-10)
- 리졸리 앤 아일스 (2010-13)